# Динур, Ехиель
Ехие́ль Дину́р (ивр. יחיאל די-נור‎; настоящая фамилия — Фейнер; также писал под псевдонимами «Ка-Цетник 135633» (ивр. ק. צטניק‎‎) и Карл/Кароль Цетинский (Karol Cetinsky); 16 мая 1909 — 17 июля 2001) — израильский писатель, автор порнографического романа «Дом кукол», который во многом определил отношение израильского общества к Холокосту.

## Биография

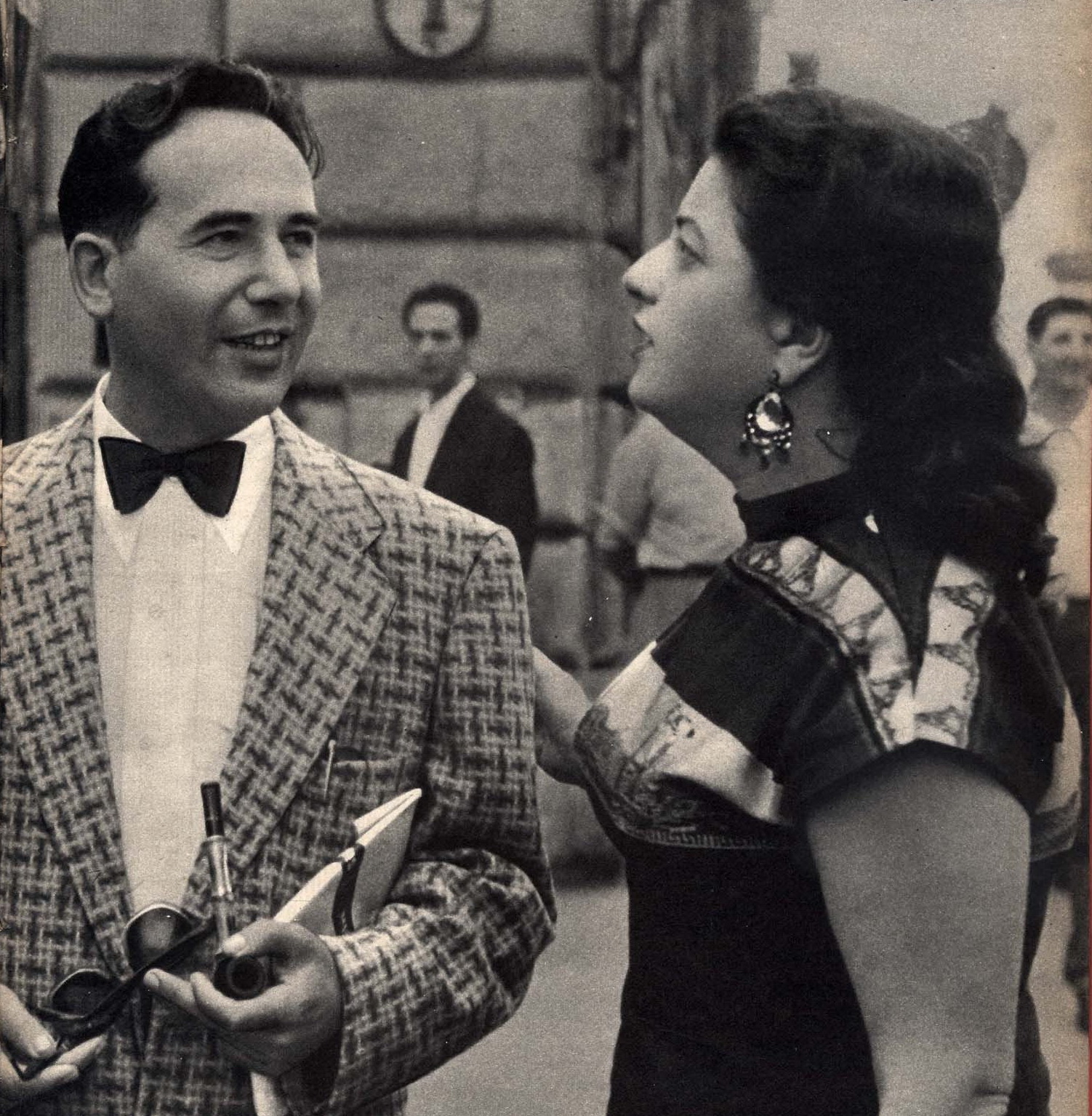
Динур с супругой в Риме, 1959

Родился 16 мая 1909 года в городе Сосновец.
Обучался в иешиве в Люблине и позднее приобщился к сионизму.
В 1931 году опубликовал сборник стихов на идише, который после Второй мировой войны пытался уничтожить.
Во время войны два года был узником Освенцима.
Свою первую книгу об Освенциме под названием «Саламандра» написал в 1945 году за две с половиной недели, которые провёл в итальянском госпитале. Первоначальная рукопись была на идише, однако уже готовая книга была издана в 1946 году на иврите.
7 июня 1961 года выступал в качестве свидетеля на судебном процессе Адольфа Эйхмана, однако в дальнейшем отказался от этой роли, поскольку после произнесения слов о том, что Освенцим это «планета пепла» потерял сознание.

6 февраля 1963 года в интервью Майку Уоллесу в телепередаче «60 минут» случай со своим обмороком он описал следующим образом: 
Разве Динур преодолел ненависть? Страх? Ужасные воспоминания? Нет; ничего из этого. Скорее, как Динур объяснил Уоллесу, он сразу понял, что Эйхман не был богоподобным армейским офицером, который стольких послал на смерть. Этот Эйхман был обычным человеком. "Я сам боялся, — сказал Динур. «… Я видел, что я способен на это, я … точно так же, как он».
Динур был женат на Нине Ашерман, дочери профессора Иосифа (Густава) Ашермана, известного в Тель-Авиве гинеколога. Нина разыскивала его после прочтения «Саламандры» и в конце концов они поженились. Позднее Нина изменила своё имя на Эли-Ях-Де-Нур. В 1970-х годах она училась у Вирджинии Сатир, а также сыграла важную роль в переводе и публикации многих книг Динура. У них было двое детей, сын Лиор и дочь Даниэлла, названная в честь героини «Дома кукол». Лиор и Даниэлла живут в Израиле.
В 1976 году из-за повторяющихся кошмаров и депрессии Динур согласился на прохождение курса психоделической психотерапии, которую продвигал для оставшихся в живых узников концентрационных лагерей нидерландский психиатр Ян Бастиан. Лечение включало использование галлюциногена ЛСД. Видения, пережитые Динуром во время этой терапии, стали основой для его книги «Шивитти», название которой восходит к 8—11 стихам 15 псалма из Псалтыри "תהילים טז: «שיויתי ה' לנגדי תמיד», тождественных 25 стиху 2 главы Деяний святых апостолов: «Ибо Давид говорит о Нем: видел я пред собою Господа всегда, ибо Он одесную меня, дабы я не поколебался».

## «Дом кукол»
«Дом кукол» (ивр. «Бейт ха-бубот») был впервые опубликован в 1953 году. На обложке книги «Дом кукол» изображена молодая заключённая эффектной внешности с красными чувственными губами, а на её груди видна надпись, стилизованная под татуировки: «Фронтовая наложница 135833». Автор романа, который пережил Холокост, заявлял, что «Дом кукол» построен на реальной истории его младшей сестры Мириам, заключённой Освенцима.
Этот роман описывает историю молодой еврейской девушки из Польши, которую принуждают работать в лагерном борделе для немецких офицеров. Позже Динур написал роман «Мальчишка», в котором повторилась аналогичная ситуация, — только теперь главным героем стал еврейский юноша.
Как и в случае со своей сестрой Мириам, Динур уверял, что и второй роман построен на событиях, происходивших с его братом во время Холокоста. Однако позже выяснилось, что у него никогда не было ни сестры, ни брата. Как стало известно достаточно недавно, публичные дома в некоторых концлагерях действительно существовали, но они были предназначены для «поощрения» заключённых, а не для ублажения офицерского состава. Более того, в них в принципе не было евреек..
Популярность романа повлияла на появление в Израиле специфического порнографического жанра сталаг. В документальном фильме «Сталаги: Холокост и порнография в Израиле» писательница и переводчик Рут Бонди утверждает, что «Цетник нанёс колоссальный ущерб. Его книги были, по сути дела, первым в Израиле источником информации о Холокосте и имели статус истины в последней инстанции». По состоянию на 2010 год роман «Дом кукол» входил в программу обязательного чтения в израильских средних школах.
Историю неслучившегося советского издания русского перевода романа рассказывает Алексей Симонов в главе «Перевод с еврейского» своей книги «Частная коллекция».

## Сочинения
- Salamandra, 1946; as Sunrise over Hell, translated by Nina Dinur, 1977
- Beit habubot, 1953; as House of Dolls, translated by Moshe M. Kohn, 1955
- Hashaon asher meal harosh (The Clock Overhead), 1960
- Karu lo pipl (They called Him Piepel), 1961; as Piepel, translated by Moshe M. Kohn, 1961; as Atrocity, 1963; as Moni: A Novel of Auschwitz, 1963
- Kokhav haefer (Star of Ashes), 1966; as Star Eternal, translated by Nina Dinur, 1972
- Kahol miefer (Phoenix From Ashes), 1966; as Phoenix Over The Galilee, translated by Nina Dinur, 1969; as House of Love, 1971
- Nidon lahayim (Judgement of Life), 1974
- Haimut (The Confrontation), 1975
- Ahavah balehavot, 1976; as Love in the Flames, translated by Nina Dinur, 1971
- Hadimah (The Tear), 1978
- Daniella, 1980
- Nakam (Revenge), 1981
- Hibutei ahavah (Struggling with Love), 1984
- Shivitti: A Vision, translated by Eliyah Nike Dinur and Lisa Herman, 1989
- Kaddish, (Contains Star Eternal plus essays written in English or Yiddish), 1998
- Ka-Tzetnik 135633 (Yehiel De-Nur), House of Dolls (London: Grafton Books, 1985)
- Ka-Tzetnik 135633 (Yehiel De-Nur), House of Love (London: W.H. Allen, 1971)
- Ka-Tzetnik 135633 (Yehiel De-Nur), Moni: A Novel of Auschwitz (New Jersey: Citadel Press, 1963)
- Ka-Tzetnik 135633 (Yehiel De-Nur), Phoenix Over The Galilee (New York: Harper & Row, 1969)
- Ka-Tzetnik 135633 (Yehiel De-Nur), Shivitti: A Vision (California: Gateways, 1998)
- Ka-Tzetnik 135633 (Yehiel De-Nur), Star Eternal (New York: Arbor House, 1971)
- Ka-Tzetnik 135633 (Yehiel De-Nur), Sunrise Over Hell (London: W.H. Allen, 1977)